# Walter de Lacy (Weobley)
Walter de Lacy, señor de Weobley (Lasci, c. 1046-Hereford (St Peter's), 27 de marzo de 1085), custodio del castillo de Longton en West Herefordshire, fue un caballero anglonormando que participó en la conquista normanda de Inglaterra siguiendo a Guillermo el Bastardo. Segundo hijo de Hugo de Lacy (c. 1005-1050), descendientes de Lasse, uno de los primeros vikingos que se asentaron en Normandía. Participó en la batalla de Hastings, junto a su hermano Ilbert de Lacy, y al igual que otros señores normandos, fueron recompensados individualmente con la concesión del control de tierras en la Inglaterra conquistada, principalmente en Herefordshire, mientras que también seguían controlando el feudo en Normandía de Lasci y Campeaux. El feudo normando se mantuvo posteriormente en parage (igualdad en la herencia) por los herederos de Walter e Ilbert. 
Aunque los miembros de la familia eran vasallos de Odón de Bayeux, al no ser primogénito podía optar por unirse al líder que le resultara más conveniente y se unió a otro gran señor normando, Guillermo FitzOsbern a quien también siguió en la conquista normanda de Gales en 1069. Fue uno de los tres grandes benefactores de la abadía de San Pedro en Gloucester junto a Durand de Gloucester y Roger de Berkeley.

## Herencia
Se casó con Emmeline de Breteuil, posible hija de Roberto II de Normandía. Fruto de esa relación nacieron varios hijos:
- Roger de Lacy, señor de Lacy (c. 1062-1106);
- Ermeline de Lacy (c. 1066);
- Walter de Lacy, abad de Gloucester (c. 1073-1139);
- Hugh de Lacy (c. 1073-1121);
- Agnes de Lacy (c. 1077), esposa de Geoffrey Talbot, de Swanscombe (c. 1075-1129);
- Emmaline de Lacy (c. 1082-1120), esposa de Hugo de Talbot (c. 1075-?), hijo de Richard Talbot.